# باول غوتس
باول غوتس (بالألمانية: Paul Götz)‏ هو عالم فلك ألماني، ولد في 1883، وتوفي في 1962.